# 黃載
黃載，字文博，江西南昌府奉新縣人，明朝政治人物、進士出身。

## 生平
鄉試十一名。洪武四年，會試第五十二名，以诗经科登二甲第六名，授刑部司计。